# ナクバ
ナクバ（アラビア語: النكبة、al-Nakbah ないしは an-Nakbah、アン＝ナクバ、英語: Nakba）は、委任統治領パレスチナにおける1948年のイスラエル建国に前後して、故郷や居住地を追われた70万人を超えるとも約75万人ともいわれるパレスチナ人が難民化した出来事。原義は「惨事」「厄災」を意味するアラビア語であるが、パレスチナ問題のナクバはアラビア語では冠詞を付けることにより固有名詞として、大規模な悲劇であるという特定の出来事として使用されており、イスラエル建国宣言（1948年5月14日）グレゴリオ暦における翌日の5月15日は、パレスチナ自治区では「ナクバの日」と定められている。
日本語では「大災厄」「大惨事」「大破局」などと訳される。

## 概要

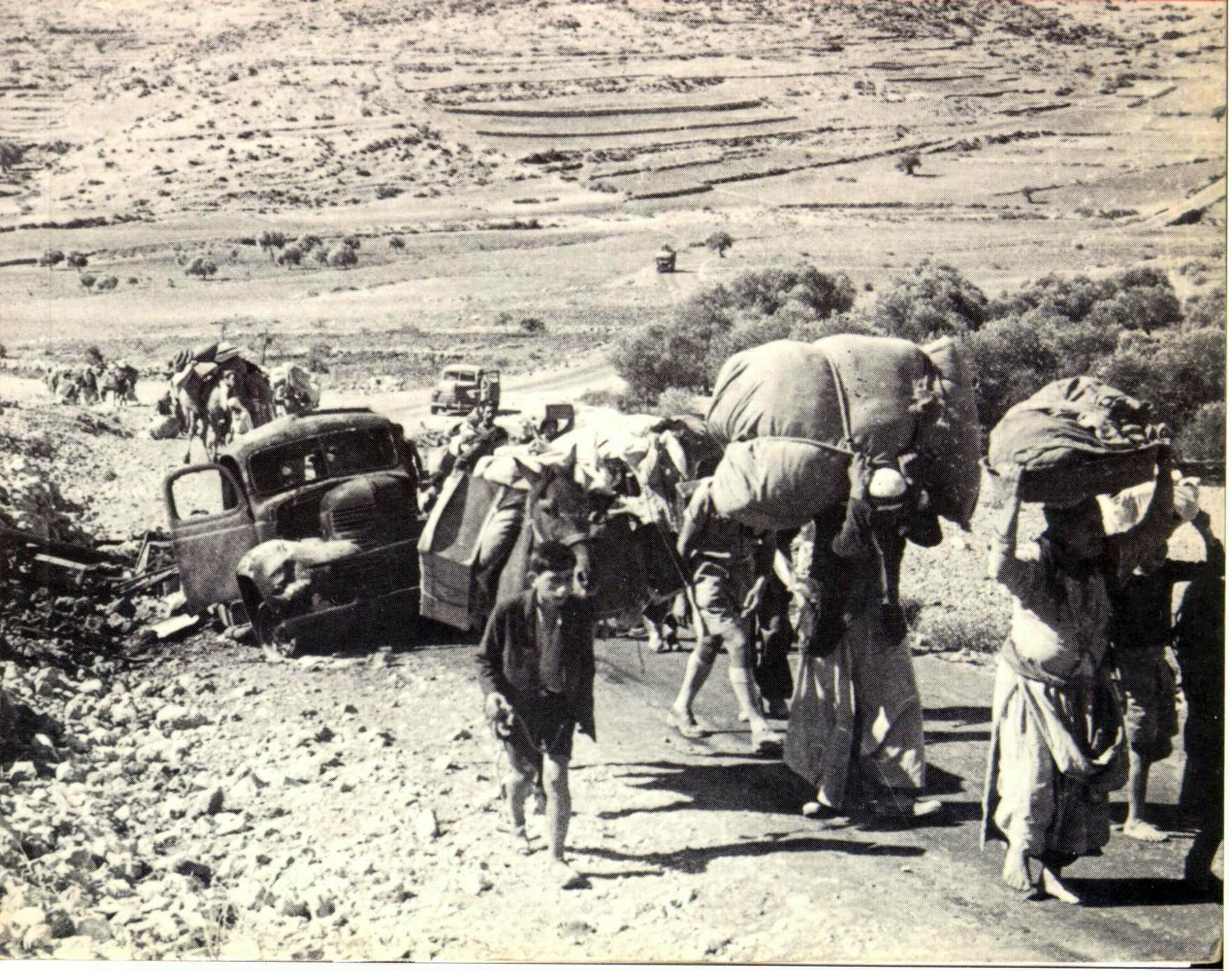
徒歩で退避するパレスチナ難民（1948年）

第一次中東戦争（イスラエル独立戦争）中、国家独立を目指していたイスラエル軍事組織がイギリス委任統治領パレスチナのパレスチナ人を暴力的に追放し、土地、財産、所有物を剥奪し、そして彼らの社会、文化、アイデンティティ、政治的権利、民族的願望を破壊することによって行われた民族浄化のことである。住んでいた土地を追われた、70万人を超えるパレスチナ人はヨルダン川西岸地区、ガザ地区、シリア、レバノン、ヨルダン等に流れ込み、難民化した。この用語は、1948年の出来事とともに、パレスチナ領域（ヨルダン川西岸地区およびガザ地区）においてパレスチナ人が継続的に占領されていること、さらには同領域や難民キャンプでのイスラエルによる進行中の迫害と強制退去を指しても用いられる。
さらに2023年10月7日のハマスのイスラエル南部襲撃直後に始まったイスラエルのガザ地区侵攻によって約170万人の民間人が強制移動をさせられると、「新たなナクバ」「第二のナクバ」と呼ばれた。
全体として、パレスチナ社会の粉砕と、パレスチナ難民とその子孫の帰還権の長期にわたる拒絶を対象としている。
1948年のナクバの基礎を成す出来事の間に、アラブ人を標的にした数十件の虐殺が行われ、アラブ人が大多数を占める500以上の町や村が無人化され、その多くは完全に破壊されるか、ユダヤ人によって再定住されヘブライ語の新しい地名が与えられた。アラブ系が大部分を占めるパレスチナの人口の約半数、若しくは約75万人は、最初はシオニストの準軍事組織のさまざまな暴力的手段によって、そしてイスラエル建国後はイスラエル国防軍によって、自宅から追放されるか退去させられた。 戦争終結までに、旧イギリス委任統治領パレスチナの総面積の78％がイスラエルによって支配された。
パレスチナの民族的ナラティブは、ナクバを彼らの民族的アイデンティティと政治的願望を定義する集団的トラウマと見なしているのに対し、イスラエルの民族的ナラティブは、同じ出来事を国家と主権への願望を確立した独立戦争の観点からとらえている。この目的のために、パレスチナ人はイスラエルの独立記念日の翌日にこの戦争の出来事を記念し、5月15日をナクバの日としている。1998年、ヤーセル・アラファートはパレスチナ人はナクバの50周年を記念すべきであるとし、1948年のイスラエル建国宣言の翌日である5月15日をナクバの日と宣言し、1949年頃から非公式に使用されていた記念日を公式化した。第三次中東戦争後の1967年には、別の一連のパレスチナ人の脱出が相次ぎ、これは「ナクサ」(直訳: 挫折)として知られるようになり、6月5日という独自の日が設けられている。
ナクバはパレスチナ文化に大きな影響を与え、風刺漫画家ナージー・アル＝アリーによる政治漫画のキャラクターであるハンダラ、パレスチナのクーフィーヤ、パレスチナの1948年の鍵、スイカとともに、現在のパレスチナのアイデンティティの基礎的な象徴となっている。ナクバについては、多数の本、歌、詩が書かれている。パレスチナの詩人マフムード・ダルウィーシュは、ナクバを「未来に続くことが約束された、拡張された現在」と表現した。ナクバ否定論は、イスラエルの新しい歴史家たちによる研究などナクバに関する学問が発展しているにもかかわらず、依然として蔓延している。

## 歴史記述
パレスチナ社会ではナクバによって史料が散逸し、地域の分断が起きたため、ナクバの公的記録をまとめることが困難となっている。そのためオーラル・ヒストリーの手法がとられている。1970年代にパレスチナのオーラル・ヒストリーの発表が始まり、ナクバによる追放や難民化について記述した。ヨルダン川西岸地区のビルゼイト大学にはパレスチナ社会研究・記録センター（CRDPS）が設立された。同研究所では「破壊されたパレスチナ人村」というシリーズが出版され、イスラエル建国によって破壊された22村落の証言を集めた。かつてのパレスチナの村落の記録として歴史的パレスチナの地図を使い、難民との共同執筆をおこなった。証言を集める過程で、村ごとの話し方が異なるという多様性も明らかになった。また、パレスチナとイスラエルの間で1948年の解釈をめぐる論争が起きており、論争での対抗戦略としても研究がなされた。同研究所の活動は、ビルゼイト大学のパレスチナ史料集積プロジェクトに引き継がれた。
ロシャル・デイヴィス（Rochalle Davis）はガザ地区、西岸地区、イスラエル領、ヨルダン、シリア、レバノンの難民によって書かれた村落の歴史を120冊以上収集して内容を論じている。インターネットの普及でパレスチナ難民のコミュニケーションが増え、アメリカではWebサイト「記憶されるパレスチナ」が設立され、305村落についての証言を公開した。レバノンではWebサイト「ナクバ・アーカイヴ」がレバノンの難民キャンプの証言を公開している。シリアではダール・シャジェラ（本の出版社）がパレスチナ人のオーラル・ヒストリー収集事業を行なっていたが、シリア政府軍によるヤムルーク難民キャンプへの攻撃で代表のガッサン・シハービーが死亡した。

## イスラエルの姿勢
イスラエルの主流歴史家たちは、アラブ人（パレスチナ人）は、戦闘が終われば自宅に戻れるというアラブ人指導者の言葉を聞き自主的に自宅と故郷を離れたと主張していた。また、イスラエル国防省は、地域に存在するナクバの証明となりうる歴史的記録文献を組織的に密かに取り除き隠匿する作業を行っていた。
イスラエルでは、ナクバを学校では教えておらず、「『アラブ人はイスラエル軍を恐れて逃げただけ。私たちが追い出したんじゃない』と教わった」というイスラエル人の証言も存在する。
イスラエルには、約2百万人の「イスラエルのアラブ市民」と呼ばれるパレスチナ人が暮らしているが、2009年、ネタニヤフ内閣は、アラビア語のナクバという言葉をアラブ系学校の教科書での使用を禁止した。それに先立って、ベンヤミン・ネタニヤフ首相は、アラブ系の学校での「ナクバ」という言葉の使用は、イスラエルに対するプロパガンダの拡散と同等であると述べていた。